# Branko Šturbej
Branko Šturbej, slovenski gledališki igralec, 7. marec 1961, Maribor.
Je redni profesor in predstojnik katedre za dramsko igro na AGRFT. Med letoma 2012 in 2016 je bil predsednik Združenja dramskih ustvarjalcev Slovenije.

## Kariera
Leta 1980 je po končani II. gimnaziji Maribor odšel na študij dramske igre na Akademijo za gledališče, radio, film in televizijo v Ljubljani, kjer je diplomiral leta 1985 pri Francetu Jamniku. Med letoma 1985 in 1990 je delal v SNG Drama v Ljubljani. Leta 1990 se je zaposlil v Drami SNG Maribor, leta 1996 se je vrnil v Ljubljansko Dramo.
Od leta 2001 je profesor na Akademiji za gledališče, radio, film in televizijo. Bil je član upravnega odbora Prešernovega sklada.

## Zasebno
Eden njegovih sinov je igralec Timon Šturbej. Pred časom se je ločil od igralke Nataše Barbare Gračner, s katero sta se poročila na Islandiji in imata mlajšega sina Svita.

## Serije
- Takle mamo, humoristična nanizanka - vloga Tomaža Kovača (2016)
- Reka ljubezni, romantična serija - vloga Bojana Medveda (2017–2019)
- Jezero, Leninov park in Dolina rož, kriminalna serija - vloga Bojana Drvariča (2020–2022)
- Têlenovela, komična serija - vloga vodje uprave Marjana (2021)
- Življenja Tomaža Kajzerja 2, dramska nanizanka - vloga umetniškega direktorja (2024, 1. del)

## Nagrade in priznanja
- 2024 Borštnikov prstan
- 2024 Žlahtni komedijant na 32. festivalu Dnevi komedije[11]
- 2009 Borštnikova nagrada Peer Gynt, Peer Gynt, H. Ibsen SNG Maribor
- 2000 Borštnikova nagrada, Miškin, Idiot. 13 skic iz romana, Dostojevski/Korun, SNG Drama Ljubljana
- 1997 Posebna nagrada žirije 32. Borštnikovega srečanja Claire, Služkinje, J. Genet, Narodni dom, Maribor
- 1996 Nagrada Prešernovega sklada, Louis XIII., Trije mušketirji, A. Dumas; Karl Rossman, Amerika, F. Kafka, Udovičić, obe SNG Maribor
- 1996 Glazerjeva listina mesta Maribor za umetniške dosežke[12]
- 1996 Borštnikova nagrada, za vlogo Karl Rossman, Amerika, Kafka, SNG Maribor
- 1994 Nagrada občinstva 29. Borštnikovega srečanja, Louis XIII., Trije mušketirji, A. Dumas, Udovičić, SNG Maribor
- 1993 Borštnikova nagrada, Dante, La divina commedia, Dante/Prokić, SNG Maribor
- 1992 Borštnikova nagrada, Sganarell, Don Juan, Molière; Salvador, Carmen, obe SNG Maribor
- 1991 Borštnikova nagrada, Vojček, Vojček, Büchner, SNG Maribor
- 1990 Borštnikova nagrada, Mefisto, Faust I.,II., Goethe, SNG Maribor
- 1988 Nagrada občinstva 23. Borštnikovega srečanja, Matti, Gospod Puntila in njegov hlapec Matti, B. Brecht, SNG Drama Ljubljana
- 1984 Severjeva nagrada za študente, Gloster, Rihard III., W. Shakespeare, AGRFT[13]

Vir